# 大坑口站
大坑口站是一个京广线上的铁路车站，位于广东省曲江区乌石镇大坑口，建于1914年，目前为四等站，邮政编码为512133。现已不办理客运业务；货运办理整车、专用线货物发到，设有通往中核韶关金宏铀业大坑口转运站的专用线。